# Penelope Keith
Penelope Anne Constance Keith (nacida como Penelope Anne Constance Hatfield, Sutton, Surrey, 2 de abril de 1940) es una actriz británica de teatro, cine y televisión más conocida por su papel de Felicity Kendal en la sitcom para la BBC The Good Life emitida entre 1975 y 1978, y el rol de Audrey Forbes-Hamilton en la serie To the Manor Born para la misma cadena que se emitió entre 1979 y 1981.
Egresada del Webber Douglas Academy of Dramatic Art, ha recibido diversos reconocimientos en el ámbito teatral, entre ellos el Premio Laurence Olivier en la categoría mejor desempeño en comedia en 1976 por su rol en Donkeys' Years estrenada en el Globe Theatre de Londres; además, el mismo año recibió por el mismo papel una nominación al mismo galardón a la actriz del año en una obra de teatro nueva.
En el ámbito de la televisión ha recibido dos British Academy Television Awards a la mejor luz en la actuación de entretenimiento por su papel de Margo Leadbetter en la sitcom The Good Life en 1977 y a la mejor actriz de televisión por sus roles en The Norman Conquests y Saving It For Albie en 1978. Además, fue nominada a mejor actriz por Private Lives en 1977, mejor luz en la actuación de entretenimiento por sus roles en The Good Life y The Morecambe And Wise Christmas Show en 1978 y por To the Manor Born en 1980.
Fue nombrada comendadora de la Orden del Imperio británico (CBE) en 1990 y dama comendadora (DBE) en 2007.

## Filmografía

### Televisión
Series
- Next of Kin (1995-1996)
- No Job for a Lady (1990-1992)
- Executive Stress (1986-1988)
- The Good Life (1975-1978)
- To the Manor Born (1979-1981)
- Kate (1970-1972)

Películas
- Coming Home (1998)
- Priest of Love (1981)
- The Hound of the Baskervilles (1978)
- Ghost Story (1974)
- Penny Gold (1973)
- Rentadick (1972)
- Take a Girl Like You (1970)
- Every Home Should Have One (1970)

### Cine
- Every Home Should Have One (1970)
- Take a Girl Like You (1970)
- Rentadick (1972)
- Ghost Story (1974)
- El sello de la muerte (1974)
- Sacerdote del amor (1981)

## Grabaciones
Álbumes
- Captain Beaky.

Audiolibros
- Emma de Jane Austen, BBC.

Vídeos
- Flight of the Amazon Queen.

## Premios y nominaciones
| Año  | Premio                            | Categoría                                    | Trabajo                                             | Resultado | refs   |
| ---- | --------------------------------- | -------------------------------------------- | --------------------------------------------------- | --------- | ------ |
| 1976 | Premio Laurence Olivier           | Mejor desempeño en comedia                   | Donkeys' Years                                      | Ganadora  | [ 4 ]  |
| 1976 | Premio Laurence Olivier           | Actriz del año en una obra de teatro nueva   | Donkeys' Years                                      | Nominada  | [ 4 ]  |
| 1977 | British Academy Television Awards | Mejor luz en la actuación de entretenimiento | The Good Life                                       | Ganadora  | [ 2 ]  |
| 1977 | British Academy Television Awards | Mejor actriz                                 | Private Lives                                       | Nominada  | [ 2 ]  |
| 1978 | British Academy Television Awards | Mejor actriz de televisión                   | The Norman Conquests Saving It For Albie            | Ganadora  | [ 3 ]  |
| 1978 | British Academy Television Awards | Mejor luz en la actuación de entretenimiento | The Good Life The Morecambe And Wise Christmas Show | Nominada  | [ 3 ]  |
| 1980 | British Academy Television Awards | Mejor luz en la actuación de entretenimiento | To the Manor Born                                   | Nominada  | [ 10 ] |